# 神戸市立白川小学校
神戸市立白川小学校（こうべしりつ しらかわしょうがっこう）は、兵庫県神戸市須磨区白川台7丁目にある公立小学校。

## 沿革
- 1873年10月 - 八部郡白川村で民家を校舎に白川小学校が開校する。
- 1875年9月 - 白川字平丁402に校舎を新築[1]。
- 1887年4月 - 神撫小学校の支校となる。
- 1892年4月 - 白川簡易小学校に改称。
- 1894年4月 - 白川尋常小学校に改称。
- 1941年4月 - 白川国民学校に改称。
- 1947年4月 - 神戸市立白川小学校に改称。
- 1971年4月 - 校舎移転。
- 1978年4月 - 神戸市立東落合小学校開校に伴う校区分離。
- 1980年4月 - 神戸市立松尾小学校開校に伴う校区分離。
- 1992年6月 - 自然学校第1回実施。

## 教育目標
- 心豊かに 生き生きと学ぶ白川っ子 思いやりのある子 たくましく生きる子 すすんで学ぶ子 地域とともに育つ子

## 通学区域と進学先中学校
神戸市須磨区
- 神戸市立須磨北中学校
  - 白川台3丁目[3]・4丁目[4]・6丁目
- 神戸市立白川台中学校
  - 北落合6丁目、白川、白川台1丁目[5]・2丁目[6]・5丁目・7丁目

## 交通アクセス
- 神戸市営地下鉄西神線 名谷駅から1.9km[7]。
- 神戸市バス 70系統、神姫バス 14・38系統「白川台」より徒歩5分

## 校区周辺
- 伊川
- 神戸市立白川台中学校

## 通学区域が隣接している学校
- 神戸市立松尾小学校
- 神戸市立東落合小学校
- 神戸市立若草小学校
- 神戸市立ひよどり台小学校
- 神戸市立谷上小学校
- 神戸市立太山寺小学校